# Lijst van beelden in Bergeijk
Dit is een (onvolledige) chronologische lijst van beelden in Bergeijk. Onder een beeld wordt hier verstaan elk driedimensionaal kunstwerk in de openbare ruimte van de Nederlandse gemeente Bergeijk, waarbij beeld wordt gebruikt als verzamelbegrip voor sculpturen, standbeelden, installaties, gedenktekens en overige beeldhouwwerken.
Voor een volledig overzicht van de beschikbare afbeeldingen zie: Beelden in Bergeijk op Wikimedia Commons.

## Bergeijk
| Geplaatst | Omschrijving                   | Kunstenaar                       | Straat                         | Plaats       | Materiaal       | Afbeelding  |
| --------- | ------------------------------ | -------------------------------- | ------------------------------ | ------------ | --------------- | ----------- |
| 1910      | Petrus                         |                                  | Dorpsstraat, kerk              | Westerhoven  |                 | Petrus      |
| 1910      | Paulus                         |                                  | Dorpsstraat, kerk              | Westerhoven  |                 | Paulus      |
|           | Heilig Hartbeeld (Weebosch)    |                                  | Weebosch                       | Weebosch     |                 | Hartbeeld   |
| 1959      | Fontein                        | Robert Schaap en Aart Tijnagel   | Riethovensedijk (Ploegpark)    | Bergeijk     | beton           |             |
| 1965      | MAVO (reliëf)                  | H.J. Tieman                      | Kempakker                      | Bergeijk     | keramiek        |             |
| 1972      | De Koperteut                   | Peter Roovers                    | Dorpstraat / Kerkstraat        | Luyksgestel  | brons           |             |
| 1976      | Gildebroeder                   | Willy van der Putt               | Rijt (bij molen)               | Luyksgestel  | brons           |             |
| 1983      | Kattendans                     | Toon Slegers                     | Eerselsedijk 4 (theater)       | Bergeijk     | brons           |             |
| 1983      | Zwaan kleef aan                | Willy van der Putt               | Sint Gerardusweg (school)      | Weebosch     | brons           |             |
| 1985      | Kraaienpoot                    | Ad Wouters en Jan van den Dungen | Dorpstraat / Kerkstraat        | Luyksgestel  | metaal          |             |
| 1986      | Kempense Haan                  | Toon Slegers                     | Ekkerstaat (bij de molen)      | Bergeijk     | brons           |             |
| 1987      | 't Hermenieke van Bergeijk     | Willy van der Putt               | Hof                            | Bergeijk     | brons           |             |
| 1988      | Compositie                     | Toon Slegers                     | Dr. Rauppstraat 15             | Bergeijk     | brons           |             |
| 1988      | De Buitengaanders (reliëf)     | Willy van der Putt               | Mgr. Biemansplein              | Westerhoven  | brons           |             |
| 1991      | Samenwerken                    | Frans Roijmans                   | Standerdmolen 11               | Bergeijk     | brons           |             |
| 1993      | Communicatie                   | Frans Roijmans                   | Kloostertuin Kerkstraat 56     | Luyksgestel  | brons           |             |
| 1994      | Ontmoeting (is gestolen)       | Willy van der Putt               | Kerkplein (Sint Gerarduskerk)  | Weebosch     | brons           |             |
| 1996      | Mouw op driepoot               | Willy van der Putt               | Mgr. Biemansplein              | Westerhoven  | brons           |             |
| 2000      | sculptuur                      |                                  | Dorpsplein5                    | Riethoven    | cortenstaal     |             |
| 2001      | Westerhovens Monument          | Addy van Mierlo (ontwerp)        | Kerkplein / Dorpstraat         | Westerhoven  | natuursteen     |             |
| 2002      | Bestuurstempel                 | Harry Verhoeven                  | Burg. Magneestraat             | Bergeijk     | cortenstaal     |             |
| 2005      | Zonder titel                   | Henk Geel                        | Dorpstraat / Gildestraat       | Riethoven    | rvs             |             |
| 2010      | De Rank                        | Dorothé Jehoel                   | Provincialeweg N397            | Westerhoven  | polyester / rvs |             |
| 2011      | Zonder titel                   | Harry Verhoeven                  | Domineestraat (tuin, De Ster)  | Bergeijk     |                 |             |
| 2011      | Zonder titel                   | Harry Verhoeven                  | Domineestraat (tuin, De Ster)  | Bergeijk     |                 |             |
| 2011      | Zonder titel                   | Harry Verhoeven                  | Domineestraat (tuin, De Ster)  | Bergeijk     |                 |             |
| 2011      | Zonder titel                   | Harry Verhoeven                  | Domineestraat (tuin, De Ster)  | Bergeijk     |                 |             |
| 2011      | Zonder titel                   | Harry Verhoeven                  | Domineestraat (tuin, De Ster)  | Bergeijk     |                 |             |
| 2011      | Zonder titel                   | Harry Verhoeven                  | Domineestraat (tuin, De Ster)  | Bergeijk     |                 |             |
| 2011      | Zonder titel                   | Harry Verhoeven                  | Domineestraat (tuin, De Ster)  | Bergeijk     |                 |             |
| 2011      | Zonder titel                   | Harry Verhoeven                  | Domineestraat (tuin, De Ster)  | Bergeijk     |                 |             |
| 2011      | Zonder titel                   | Harry Verhoeven                  | Domineestraat (tuin, De Ster)  | Bergeijk     |                 |             |
| 2011      | Pegasus                        | Harry Verhoeven                  | Domineestraat (Teutenhuis)     | Bergeijk     | cortenstaal     |             |
| 2011      | De Vlieger                     | Mária van Iersel                 | Hof (kerkhof)                  | Bergeijk     | rvs / brons     |             |
| 2011      | Glaspaneel                     | Godelief Hoskam-Veldhoven        | Hof (kerkhof)                  | Bergeijk     | glas / hout     |             |
| 2012      | Timpaan                        |                                  | Frater Romboutsstraat          | Bergeijk Loo |                 |             |
| 2013      | Paters Ros                     | Harry Verhoeven                  | Eerselsedijk (achter theater)  | Bergeijk     | cortenstaal     |             |
| 2013      | Sint Annagilde                 |                                  | Kioskplein                     | Riethoven    | cortenstaal     |             |
| 2016      | Haasje over                    | Willy van der Putt               | Kerkplein (kerk)               | Weebosch     | brons           |             |
| 2016 ?    | (sculptuur)                    |                                  | Heijerstraat / Heijerdijk      | Westerhoven  | staal           |             |
|           | Schutsboom                     |                                  | Schutsboom                     | Riethoven    |                 |             |
| 2019      | Tegelreliëf (1971)             | Ad Dekkers                       | Riethovensedijk, Mien Ruyspark | Bergeijk     |                 | Tegelreliëf |
| 2020      | Heilig Hartbeeld (Westerhoven) |                                  | Dorpsstraat                    | Westerhoven  |                 | Hartbeeld   |